# Мијелински омотач
Мијелин је липидима богата (масна) супстанца која окружује аксоне нервних ћелија („жице“ нервног система) да би их изоловала и повећала брзину којом се електрични импулси (названи акциони потенцијали) преносе дуж аксона.
Мијелински аксон се може упоредити са електричном жицом с изолационим материјалом (мијелином) око њега. Међутим, за разлику од пластичног омотача на електричној жици, мијелин не формира један дуги омотач по целој дужини аксона. Уместо тога, мијелин покрива нерв у сегментима: генерално, сваки аксон је обавијен вишеструким дугим мијелинизованим деловима са кратким празнинама између, које су назване Ранвијерова сужења (нодуси).
У централном нервном систему их стварају олигодендроцити, а у периферном Шванове ћелије.

## Структура и функција
Мијелин се формира у централном нервном систему (ЦНС; мозак, кичмена мождина и оптички нерв) од стране глијалних ћелија званих олигодендроцити, а у периферном нервном систему (ПНС) од глијалних ћелија званих Шванове ћелије. У ЦНС-у, аксони преносе електричне сигнале од једног тела нервне ћелије до другог. У ПНС-у, аксони преносе сигнале до мишића и жлезда или од чулних органа као што је кожа. Сваки мијелински омотач је формиран концентричним омотавањем процеса олигодендроцита (ЦНС) или Шванове ћелије (ПНС) (продужетак налик удовима из тела ћелије) око аксона.
Мијелин смањује капацитет аксоналне мембране. На молекуларном нивоу, у интернодусима повећава растојање између екстрацелуларних и интрацелуларних јона, смањујући акумулацију наелектрисања. Дисконтинуирана структура мијелинског омотача доводи до слане проводљивости, при чему акциони потенцијал "скаче" са једног Ранвијеовог сужења, преко дугог мијелинизованог дела аксона званог интернодус, пре него што се "попуни" на следећем Ранвијеовом сужењу, и тако све док не дође до терминала аксона. Ранвијерова сужења су кратки (око 1 микрон) немијелинизовани региони аксона између суседних дугих (0,2 mm – >1mm) мијелинизованих интернодуса. Када стигне до терминала аксона, овај електрични сигнал изазива ослобађање хемијске поруке или неуротрансмитера који се везује за рецепторе на суседној пост-синаптичкој ћелији (нпр. нервне ћелије у ЦНС-у или мишићне ћелије у ПНС-у) у специјализованим регионима званим синапсе. Интернодуси су места аксона која су обложена мијелином, нодуси су места која нису обложена, а између њих се налазе и паранодуси на којима је мијелинска мембрана чврсто приљубљена уз аксон. 

## Болести
Ова "изолациона" улога мијелина је од суштинског значаја за нормалну моторичку функцију (тј. кретање као што је ходање), сензорну функцију (нпр. слух, вид или осећај бола) и когницију (нпр. стицање и присећање знања), као што показују последице поремећаја који га погађају, као што су генетски условљене леукодистрофије; стечени инфламаторни демијелинизирајући поремећај, мултипла склероза; и инфламаторне демијелинизирајуће периферне неуропатије. Због велике преваленције, мултипла склероза, која посебно погађа централни нервни систем (мозак, кичмену мождину и оптички нерв), је најпознатији поремећај мијелина.